# Cremastocheilus armatus
Cremastocheilus armatus är en skalbaggsart som beskrevs av Walker 1866. Cremastocheilus armatus ingår i släktet Cremastocheilus och familjen Cetoniidae. Inga underarter finns listade i Catalogue of Life.